# Google Spaces
Google Spaces — мобільний додаток для групових обговорень і обміну повідомленнями, розробленим Google. Додаток мав конкурувати з корпоративним месенджером Slack. Такі служби Google, як веб-браузер Chrome, пошукова система Google Search і платформа обміну відео YouTube, були вбудовані в програму, щоб дозволити користувачам отримувати з них вміст. Google Spaces, запущений 16 травня 2016 року, доступний в операційних системах Windows, Mac, Android та iOS . Використання додатку було припинено 17 квітня 2017 року. Бренд Spaces було відроджено для функції в Google Chat, яка раніше називалася Rooms.

## Історія
16 травня 2016 року менеджер із продукту Люк Врублевьски оголосив про запуск Spaces як «інструменту для спільного обміну інформацією невеликими групами учасників».
16 лютого 2017 року Google оголосив про припинення роботи Spaces 17 квітня того ж року. 3 березня Google оголосив, що користувачі можуть лише друкувати, переглядати та видаляти наявні простори в додатку, користувачі більше не можуть створювати нові простори.

## Особливості
Простір дозволяв груповий чат і обмін повідомленнями між користувачами. Користувачі ініціювали розмови, створюючи «простір», а потім запрошуючи друзів до нього приєднатися. Потрапивши до цього «простору», внизу екрана було поле, де можна було натискати кнопки, щоб публікувати посилання, світлини та інший вміст у кімнаті чату. Розмовний режим дозволяє користувачам бачити, про що говорила група.
Такі продукти Google, як Google Chrome, Google Search та YouTube, були вбудовані в програму, щоб дозволити користувачам знаходити та ділитися статтями, відео та зображеннями, не виходячи з програми. Для реєстрації потрібен був обліковий запис Google.
Нижче наведено типи дописів, якими користувач міг ділитися у спільний «простір»:
- Посилання — URL-адреси медіафайлів, які автоматично вбудовуються.
- Відео — для мобільних користувачів інтегровано відео YouTube; однак користувачі настільних комп'ютерів можуть шукати безпосередньо в базі даних YouTube, а також переглядати нещодавно переглянуті відео.
- Фотографії. Завдяки підтримці завантаження кількох зображень користувачі можуть публікувати публікації безпосередньо через фотоальбом або через Google Фото.
- Текст — звичайний текст без підтримки форматування.